# Cerro Torrini (berg i Bolivia, La Paz, lat -16,77, long -68,48)
Cerro Torrini är ett berg i Bolivia.   Det ligger i departementet La Paz, i den västra delen av landet, 400 km nordväst om huvudstaden Sucre. Toppen på Cerro Torrini är 4 198 meter över havet, eller 63 meter över den omgivande terrängen. Bredden vid basen är 1,4 km.
Terrängen runt Cerro Torrini är kuperad västerut, men österut är den platt. Runt Cerro Torrini är det glesbefolkat, med 15 invånare per kvadratkilometer.. 
Omgivningarna runt Cerro Torrini är i huvudsak ett öppet busklandskap.